# گروه استیلفلش
گروه استیلفلش (انگلیسی: Asteelflash Group) شرکت الکترونیک فرانسوی است، که در سال ۱۹۹۹ تأسیس شد.